# Копсала
Ко́псала (фин. Kopsala) — бывший железнодорожный разъезд на 162,0 км перегона Кузнечное — Хийтола линии Кушелевка — Сортавала. Место бывшего разъезда находится на границе Ленинградской области и Лахденпохского района Карелии.

## История
Разъезд был открыт в 1927 году. Название было дано по одноимённому посёлку, расположенному в трёх километрах на берегу залива Ладожского озера Kopsalanlahti. Разъезд имел всего один боковой путь, служивший, в основном, для погрузки / разгрузки. Доподлинно неизвестно, работал ли Копсала после Великой Отечественной войны как разъезд, однако последнее его упоминание в атласе схем железных дорог СССР за 1952 год.
До 1960-х годов на бывшем разъезде стоял недемонтированный негабаритный бетонный навес, о который был смертельно травмирован машинист паровоза из Элисенваары. После этого случая навес был снесён.
До 1988—1989 годов (до прокладки бесстыкового пути) на бывшем разъезде сохранялась гранитная облицовка старой финской посадочной платформы.
В настоящее время (2019 год) возле бывшего разъезда сохраняются не менее пяти фундаментов бывших станционных зданий.
- Разъезд Копсала
- Вид в сторону ст. Кузнечное.
- Один из пристанционных фундаментов.
- Разобранный боковой путь.
- Фундамент пассажирского здания.